# Bardineto
Bardineto (im Ligurischen: Berdënei) ist eine norditalienische Gemeinde mit 752 Einwohnern (Stand 31. Dezember 2023) in der Region Ligurien. Politisch gehört sie zu der Provinz Savona.

## Geographie
Bardineto liegt im Val Bormida auf der rechten Uferseite des Bormida di Millesimo. Der Ortskern befindet sich auf einer bewaldeten Hochebene, umgeben von Pinien, Tannen, Buchen und Birken. Der Ort wird von dem 1142 Meter hohen Berg Rocca Barbena dominiert.
Bardineto gehört zu der Comunità Montana Alta Val Bormida.
Nach der italienischen Klassifizierung bezüglich seismischer Aktivität wurde die Gemeinde der Zone 4 zugeordnet. Das bedeutet, dass sich Bardineto in einer seismisch inaktiven Zone befindet.

## Klima
Die Gemeinde wird unter Klimakategorie F klassifiziert, da die Gradtagzahl einen Wert von 3072 besitzt. Das heißt, Bardineto ist von der gesetzlichen Heizregelung ausgenommen.